# سایه‌ای روی زمین
سایه‌ای روی زمین (به انگلیسی: Shadow on the Land) همچنین به عنوان اینجا رخ نمی‌دهد نیز شناخته می‌شود یک تله‌فیلم آمریکایی محصول سال ۱۹۶۸ میلادی که در شرکت پخش رسانه‌ای آمریکا پخش شد. فیلمنامه اقتباسی از رمان سینکلر لوئیس و به کارگردانی ریچارد سی سارافیان است. قصه شامل رئیس جمهوری است که یک رژیم فاشیسم ، تمامیت‌خواهی در ایالات متحده ایجاد می کند و یک جنبش مقاومت در برابر آن شکل می گیرد.   